# Chavagnac (Dordogna)
Chavagnac è un comune francese di 348 abitanti situato nel dipartimento della Dordogna nella regione della Nuova Aquitania.

## Società

### Evoluzione demografica
Abitanti censiti